# 香港專上學生聯會
香港專上學生聯會（英語：Hong Kong Federation of Students），簡稱學聯（HKFS），是香港的學生組織，並由香港其中四所大專院校的學生會所組成。學聯的宗旨是本著友好合作精神，團結及代表香港專上學生，在同學間推廣文娛學術活動、增進福利與相互瞭解，提高社會意識，並與外地學生建立關係。學聯曾為香港市民支援愛國民主運動聯合會創會會員和民間人權陣線的會員，但在退聯風波後已退出。
學聯代表會由各大學學生會選派的代表所構成。常務委員會則由各會員學生會派出常委、常務委員會主席和副主席組成。

## 成員
香港專上學生聯會由以下四間專上院校的學生會所組成：
- 香港中文大學學生會
- 嶺南大學學生會
- 香港樹仁大學學生會
- 香港科技大學學生會

## 架構
香港專上學生聯會以「院校自主」、「會員平等」、「尊重差異」及「共識決策」為運作原則，設代表會和常務委員會兩個主要組織，秘書處和學界構通平台則為輔助組織：
- 代表會：常設議事和監察機構，由代表會主席、代表會副主席、代表會秘書和各院校學生會選派代表團組成。
- 常務委員會：常設行政機構，由常委會主席、常委會副主席和院校學生會派出常委組成，以共識制進行決策。
- 秘書處和學界溝通平台：作為輔助組織和平台，直接隸屬常務委員會。

在 2018 年 4 月之前，香港專上學生聯會的常設機關包括代表會、常務委員會、財務委員會、修章委員會及秘書處，亦會按情況增設非常設機關。

## 歷史背景

### 學聯成立
1958年5月香港專上學生聯會正式成立，目的是代表香港學生，是藉此推動全港性的學生活動及增加同學對社會的參與，成為香港對外最具代表性之學生團體。其會員乃以專上學生會為單位，當時共有會員四個。第一屆幹事會共有7人，而學聯的工作地點主要在大專學生公社和港大學生會會所；學聯之最高權力架構乃為代表會議。1989年學聯更改架構並取消幹事會，於代表會下設立常設機關常務委員會，並設立秘書處為最高行政機關，向周年大會、代表會及常務委員會負責，以維護聯會制度並向學生會負責。

### 政治立場轉變
1971年5月，美國政府決定於1972年把琉球移交日本，惟當中包括釣魚台列島，引起各地華人的不滿。一些香港學生在2月14日成立了「香港保衛釣魚台行動委員會」。委員會在日本駐香港總領事館門前舉行示威，有21人被捕，包括7名大學生。4月17日，香港大學學生會舉辦和平集會，有大約1,000名學生參加。7月7日，學聯就釣魚台事件舉行示威。由於當時學聯尚未註冊成為合法團體，所以有部分學生被香港警察拘捕。直至1975年5月13日，學聯發起「五一三」示威，是最後一次相關行動。
學聯常委會一直支持文化大革命，令部分同學不滿。學聯港大代表團成員之一的麥宗民，帶頭動議反對中國共產黨違憲。麥宗民的議案被學聯代表會否決，香港大學學生會會長更批評麥宗民「反共反華」。這項衝突引起同學關注，如何處理不同意見成為往後學生會改選的重要議題。
1977年4月，港大代表團建議檢討學聯有關反右立場的議案，卻遭「不付諸表決」處理。港大代表團退席抗議。
1979年4月，學聯舉辦五四運動紀念會，但很少學生參與。顯示學生對於學聯的政策感到混淆。
自1980年代開始，學聯支持台灣和中國大陸的民主運動。
1983年3月，學聯與樹仁學生向廉政公署投訴香港樹仁學院校方涉嫌貪污，但廉政公署表示並無貪污成份，轉交政府處理但不了了之。
1984年，學聯由支持中國共產黨轉為支持中华人民共和国民主运动，爭取香港民主。
1989年2月，為反對香港政府的大學學制建議，約4,000名中大學生罷課，並與其他院校同學一同抗議。
1989年天安門事件中，學聯參與了中國大陸的示威和絕食行動。5月20日，過千學生在八號風球之下參與大遊行。6月4日，中國血腥鎮壓在天安门的學生造成大量平民傷亡後，全香港各大學生罷課。自此學聯每年都會舉辦紀念活動，並且拒絕再與中共政權作任何來往。

### 八九民運後的發展
1991年學聯發起抗議，聲援王丹，但警方指該次集會為非法集會並予以警告，引起學生不滿。
1997年香港主權移交中華人民共和國後，學聯開始關注香港社會各方面的問題，不再只集中於教育和政治方面。
1999年和2000年，學聯關注香港主權移交後香港人於中國內地所生子女的居留權問題，並舉行多次活動反對香港政府提請全國人大常委會解釋基本法，推翻香港終審法院就有關問題的判決。學聯於2000年6月25日的「悼念人大釋法一周年」遊行，惹來香港政府於翌日的胡椒噴霧暴力清場行動，引起公眾非議。後來警察拘捕包括學聯成員在內的一批參與遊行的人士，引起新一波的修改《公安條例》的運動。
2000年，學聯進行反對大專分科收費的行動，雖然有部分學聯成員因四月的反對分科收費遊行而被政府以《公安條例》拘捕，但政府隨後宣布擱置分科收費的計劃。
2003年後，學聯均有參與七一遊行，2004年七一遊行當中，學生更是遊行的主要參與者。
2004年4月1日，學聯為抗議人大釋法，闖入政府總部大閘內靜坐示威，被警方武力清場。
2005年，終審法院判《公安條例》違憲。政府其後於2007年修訂公安條例刪除「Public Order」字眼。

### 2010年代社會運動參與

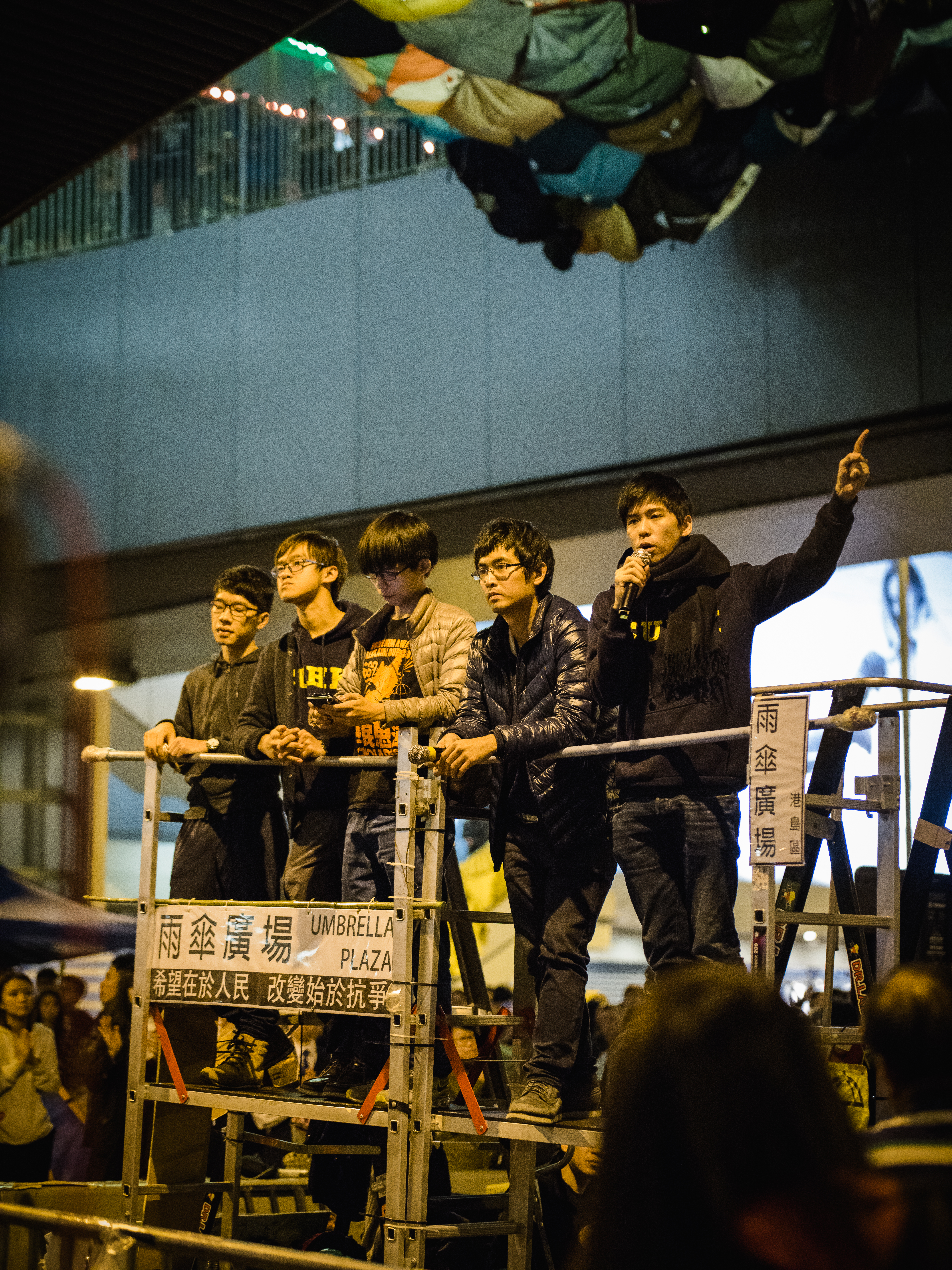
雨傘革命中在雨傘廣場大台講話的學聯成員

2012年3月至4月，學聯抗議香港特首小圈子選舉，分別在3月24日選舉前夕舉行討論晚會，翌日到會場門外抗議；又在4月1日參與到中聯辦的遊行，聲討中方高調介入特首選舉，背棄港人治港的承諾，一度衝擊警方防線。
2012年9月11日，學聯發起大專生罷課反對政府設立德育及國民教育科，8000名大專生到香港中文大學百萬大道集會抗議政府強推國教。9月下旬，政府宣佈無限期擱置推行國教科。
2013年3月至5月，學聯積極介入支援葵青貨櫃碼頭工潮，協助工人籌募物資及罷工基金，是香港工運社運化，即工運透過爭取社會大眾支持來達至目的的重要理程碑。
2013年5月16日，學聯到明愛白英奇專業學校抗議梁振英一直無視大眾對政制改革的訴求，被警方暴力對待。學聯抗議政府濫用暴力打壓公民自由。
2013年10月13日，學聯響應「佔領中環」，在七所大專院校舉行大專學界商討日，討論學界對政制改革運動的取態和訴求，有700名同學參與。
2014年9月22日，學聯為爭取政制改革及抗議全國人大常委會政改「落閘」而舉行一星期「罷課不罷學」的罷課活動，於香港中文大學百萬大道及添馬公園集會舉辦公民課堂，約有1.3萬人參加。
2014年9月26日，學聯為爭取政制改革及抗議全國人大常委會政改「落閘」而舉行一星期「罷課不罷學」的罷課活動完結時，香港專上學生聯會和學民思潮發動衝入政府總部公民廣場，其後引發警方清場行動， 梁振英領導的政府更出動防暴隊及催淚彈鎮壓爭取普選的集會人士，並間接引發雨傘革命。由於爭取普選的運動中的表現備受批評，加上學聯的內部管理問題，引起了香港專上學生聯會退出風波。

### 退聯風波
2015年上半年，多間學聯成員學生會相繼發起退聯公投，導致香港大學學生會、香港浸會大學學生會、香港城市大學學生會和香港理工大學學生會先後退出學聯。
| 學生會             | 贊成票 | 反對票 | 贊成 (%) | 反對 (%) | 總投票數 | 投票率 (%) | 投票結果 |
| ------------------ | ------ | ------ | -------- | -------- | -------- | ---------- | -------- |
| 香港大學學生會     | 2,522  | 2,278  | 41.39%   | 37.39%   | 6,093    | 38.40%     | 通過     |
| 嶺南大學學生會     | 363    | 607    | 34.02%   | 56.89%   | 1,067    | 29.96%     | 不獲通過 |
| 香港理工大學學生會 | 1,190  | 403    | 68.67%   | 23.25%   | 1,733    | 10.40%     | 通過     |
| 香港浸會大學學生會 | 934    | 613    | 55.66%   | 36.53%   | 1,678    | 14.36%     | 通過     |
| 香港城市大學學生會 | 2,464  | 527    | 76.12%   | 16.28%   | 3,237    | 19.31%     | 通過     |

### 退聯風波後
2015年4月，學聯決定不參與支聯會舉辦的維園六四燭光晚會，改由部分院校學生會個別出席，為學聯由晚會舉辦以來首次缺席。
2016年3月，學聯舉行退聯潮後首次周年大會，會上原定選出新一屆秘書處職員，秘書長候選人包括前中大學生會外務秘書陳旻羲及中大本土學社召集人何鈞，但他們因不滿現屆及下屆代表均有權投票的規定而退選，令秘書長一職暫時出缺。其後會上通過了取消現屆代表投票權的會章修定。
2016年4月10日，學聯常委會認為學聯作為學生會聯會平台，不應加入其他組織，因此一致決定退出支聯會和民間人權陣線。
2016年6月7日，學聯於代表會常務會議補選秘書長，由唯一候選人陳旻羲以信任票10票、不信任0票、及棄權票4票當選。而何鈞則報稱，因手提電話問題，以致未能於限期前提交報名表，所以無法參選。
2025年6月11日，外界流傳一份以學聯名義發出的文件稱決定即日起解散，惟被學聯指出聲明為他人冒充。同時警方指出，警察牌照課並未在11日晚間6時接獲有關申請。

## 歷屆常委會名單
| 屆期 | 年份      | 主席   | 副主席 |        |        |        |        |                |
| 屆期 | 年份      | 主席   | 副主席 | 中大   | 嶺大   | 樹仁   | 科大   | 秘書處         |
| 61   | 2018/2019 | 張倩盈 | 劉澤鋒 | 區倬僖 |        |        |        | 已廢止         |
| 60   | 2017/2018 | 劉昕雋 | 未設置 | 區子灝 | 陳峻軒 | 黃獾一 |        | 李軒朗、袁德智 |
| 59   | 2016/2017 | 陳瑞玲 | 未設置 | 黃梓甄 | 張倩盈 | 廖俊升 | 林子幹 | 陳旻羲         |

## 歷屆秘書處名單
| 屆期 | 年份      | 秘書處       | 秘書處                    | 秘書處       | 秘書處                                 | 秘書處                                 | 秘書處   |
| 屆期 | 年份      | 秘書長       | 副秘書長                  | 財務秘書     | 常務秘書                               | 外務秘書                               | 行政幹事 |
| 32   | 1989/1990 | 陶君行(嶺南) |                           |              |                                        |                                        |          |
| 33   | 1990/1991 | 蔡耀昌(中大) |                           |              |                                        |                                        |          |
| 34   | 1991/1992 | 黃靜文       |                           |              |                                        |                                        |          |
| 49   | 2006/2007 | (出缺)       |                           | 何頌曦       |                                        |                                        |          |
| 50   | 2007/2008 | 李耀基(中大) |                           | 李文靖       | 黎苑紅                                 |                                        |          |
| 51   | 2008/2009 | 李耀基(中大) | －                        |              |                                        |                                        |          |
| 52   | 2009/2010 | 周澄(中大)   | －                        |              |                                        |                                        |          |
| 53   | 2010/2011 | 葉楚茵(浸大) | 林朝暉(中大)              |              |                                        |                                        |          |
| 54   | 2011/2012 | 陳倩瑩(中大) | －                        |              |                                        |                                        |          |
| 55   | 2012/2013 | 李成康(港大) | 林兆彬(中大)              |              | 曾樂謙(教院) 蕭健滔(港大)              |                                        | 劉英傑   |
| 56   | 2013/2014 | 陳樹暉(嶺南) | 何潔泓(嶺南) 楊政賢(中大) | 蕭健滔(港大) | 曾樂謙(教院) 薛嘉明(恆管) 廖思銘(教院) | 辛兒璁(珠海) 周雪凝(嶺南) 黃致韶(浸大) | 劉英傑   |
| 57   | 2014/2015 | 周永康(港大) | 岑敖暉(中大)              | 謝梓驄(科大) | 馮靖汶(浸大) 葉泳琳(嶺南) 鍾耀華(中大) |                                        | 劉英傑   |
| 58   | 2015/2016 | 羅冠聰(嶺南) | 黃嘉輝(中大) 王瀚樑(浸大) |              |                                        |                                        | 劉英傑   |
| 59   | 2016/2017 | 陳旻羲(中大) |                           |              |                                        |                                        | 劉英傑   |
| 60   | 2017/2018 | 李軒朗(中大) | 袁德智(中大)              |              |                                        |                                        |          |

2018 年，學聯修訂會章廢除秘書長、副秘書長、財務秘書、常務秘書、外務秘書的職務，由 4 月 1 日起生效，秘書處亦改為行政輔助機構。

## 歷屆幹事會名單
| 屆期 | 年份    | 幹事會職員            | 幹事會職員     | 幹事會職員                  | 幹事會職員                      | 幹事會職員   | 幹事會職員            | 幹事會職員      | 幹事會職員   | 幹事會職員     | 幹事會職員                | 幹事會職員     | 幹事會職員     | 幹事會職員     | 幹事會職員     | 幹事會職員 |
| 屆期 | 年份    | 會長                  | 副會長         | 副會長（對內）／ 內務副會長 | 副會長（對外）／ 國際事務副會長 | 常務秘書     | 助理秘書／ 副常務秘書 | 財政／ 財務秘書 | 本港事務秘書 | 新聞秘書／幹事 | 文康秘書／幹事            | 福利秘書／幹事 | 出版秘書／幹事 | 體育秘書／幹事 | 旅遊秘書／幹事 | 總務       |
| 8    | 1965/66 | 林興波(港大)          | - 李樹榮(羅師) | 唐福雄(崇基)                | 黃宏發(港大)                    | 黃乃彭(崇基) | 張錦華(工專)          | -               | -            | -              | -                         | -              | -              | -              | 郭有義(聯合)   |            |
| 11   | 1968/69 | 陸鴻基(崇基)          | 關英傑(港大)   |                             |                                 | 葉健民(港大) |                       | 胡健富(聯合)    |              |                |                           | 武承聖(浸大)   |                | 駱文業(工專)   |                |            |
| 12   | 1969/70 | 劉石佑（辭職） 徐永祥 |                |                             |                                 |              |                       |                 |              |                |                           |                |                |                |                |            |
| 14   | 1971/72 | 鍾倫納(中大)          |                |                             |                                 |              |                       |                 |              |                |                           |                |                |                |                |            |
| 15   | 1972/73 | 梁國輝(浸大)          |                |                             | -                               | 黃醒華(港大) | 梁凱中(嶺南)          | -               | 冼錦維(港大) | 李寶光(中大)   | -                         | 邵善波(浸大)   | -              | 周興業(浸大)   | 陳紀新(中大)   |            |
| 16   | 1973/74 | 黃醒華(港大)          |                |                             |                                 |              |                       |                 |              |                |                           |                |                |                |                |            |
| 17   | 1974/75 | 陳毓祥(港大)          | -              | 吳德恆                      | 廖國康                          | 李偉權       | 潘有卿                | 潘錦忠          | 曾澍明       | -              | -                         | 潘國昌         | 黎廷瑤(中大)   | 梁迺榮         | 顧玉燦(港大)   |            |
| 19   | 1976/77 | 楊寶熙(中大)          | -              | -                           | -                               | -            | -                     | -               | -            | -              | -                         | -              | -              | -              | -              | -          |
| 20   | 1977/78 | 鍾子維(港大)          | 鍾嶺崇(中大)   | 馬逢國(理工)                | 陳德忠(浸大)                    |              |                       |                 |              | -              | -                         |                |                |                |                |            |
| 21   | 1978/79 | 馬逢國(理工)          |                | 莊偉民(理工)                | 梁建昌(港大)                    | 郭家珏(中大) | 藍明華(葛師)          | 張劍華(理工)    |              | 魏月媚(浸大)   | 廖汝成(浸大) 徐耀明(理工) | 田國強(港大)   | 馮偉勤(港大)   |                |                |            |
| 22   | 1979/80 | 侯叔祺(浸大)          |                |                             |                                 |              |                       |                 |              |                |                           |                |                |                |                |            |
| 28   | 1985/86 | 馮煒光(港大)          |                |                             |                                 |              |                       |                 |              |                |                           |                |                |                |                |            |
| 29   | 1986/87 | 吳蔚奇(港大)          |                |                             |                                 |              |                       |                 |              |                |                           |                |                |                |                |            |

## 歷屆代表會名單
| 屆期 | 年份      | 代表會職員   | 代表會職員   | 代表會職員   | 代表會職員                             | 常務委員會（至60屆）／ 由常委出任當然代表（61屆起） |
| 屆期 | 年份      | 主席         | 副主席       | 秘書         | 中央代表                               | 常務委員會（至60屆）／ 由常委出任當然代表（61屆起） |
| 17   | 1974/1975 | 甄永榮       |              |              |                                        | |
| 20   | 1977/1978 | 陳鍍(港大)   |              |              |                                        | |
| 21   | 1977/1978 | 陳鍍(港大)   | 黃耀錦(中大) |              |                                        | 鍾嶺崇(中大)、陳德忠(浸大) 左新民(浸大)、黃偉文(中大) 陳永成(葛師) |
| 49   | 2006/2007 | －           | －           | －           | 黃文浩 張雲靜 廖軍明                   | 陸軒賢（召集人） 何雪瑩(港大)、李耀基(中大) 梁錦威(浸大)、李青(嶺南) 吳彥毅(理大)、陸軒賢(樹仁) 溫明輝(城大)                                                            |
| 50   | 2007/2008 | 梁錦威(浸大) | 陸軒賢(樹仁) | －           | 黃文浩 張雲靜 吳彥毅                   | 陸軒賢(主席)、李耀基(秘書處) 曾皓謙(港大)、葉銳偉(中大) 王健禧(浸大)、鄭佩瑩(嶺南) 梁家寶(理大)、丘律邦(樹仁) 梁梓峰(城大)                                              |
| 51   | 2008/2009 | 梁梓峰(城大) | 余耀東(理大) | 王健禧(浸大) | 丘律邦(樹仁) 梁家寶(理大) 黎敬輝(理大) | 余耀東(主席)、李耀基(秘書處) 余梓聰(港大)、周澄(中大) 葉楚茵(浸大)、鄭佩瑩(嶺南) 梁曉邦(理大)、梁家鳳(樹仁) 邱嘯楠(城大)                                                |
| 52   | 2009/2010 | 黃永志(中大) | 郭永健(港大) | －           | 李耀基(中大) 陳喜偉(理大) 林兆榮(浸大) | 郭永健(主席)、周澄(秘書處) 郝曉田(港大)、范長豐(中大) 葉楚茵(浸大)、蘇佩雯(嶺南) 林芊淑(樹仁)、黃佳鑫(理大) 張俊威(城大)                                                |
| 53   | 2010/2011 | －           | 范長豐(中大) | －           | 鄧健平(中大)                           | 范長豐(主席)、葉楚茵(秘書處) 蕭健滔(港大)、陳倩瑩(中大) 張樂芹(浸大)、鄧建華(嶺南) 姜殷倩(樹仁)、李樂敏(理大) 黃俊乾(城大)                                              |
| 54   | 2011/2012 | 黃佳鑫(理大) | 鄧建華(嶺南) | －           | 范長豐(中大)                           | 鄧建華(主席)、陳倩瑩(秘書處) 蕭健滔(港大)、黎銘澤(中大) 胡翰棠(浸大)、梁仕池(嶺南) 霍凱茵(樹仁)、洪銘(理大) 伍俊傑(城大)                                                |
| 55   | 2012/2013 | 黎銘澤(中大) | 鄧永威(理大) | 鄧建華(嶺南) | 朱萃嬈(理大) 陳倩瑩(中大) 黃佳鑫(理大) | 鄧永威(主席)、李成康(秘書處) 林兆彬(秘書處) 陳冠康(港大)、顏武周(中大) 黃致韶(浸大)、何潔泓(嶺南) 吳苑儀(樹仁)、梁倩彤(理大) 潘逸朗(城大)                               |
| 56   | 2013/2014 | 陳文煇(理大) | 羅冠杰(嶺南) | 林少傑(中大) | 尤思聰(中大) 莊嘉煒(理大) 鄧永威(理大) | 羅冠杰(主席)、陳樹暉(秘書處) 何潔泓(秘書處)、楊政賢(秘書處) 周永康(港大)、岑敖暉(中大) 林栢健(浸大)、吳嘉茜(嶺南) 吳仲達(樹仁)、羅卓堯(理大) 姚聖瑋(城大)、謝梓驄(科大) |
| 57   | 2014/15   | 出缺         | 羅卓堯(理大) | 懸空         | 黎彩燕(理大) 趙家輝(中大)              | 羅卓堯(主席)、周永康(秘書處) 岑敖暉(秘書處) 梁麗幗(港大)、方志信(中大) 王瀚樑(浸大)、羅冠聰(嶺南) 陳玨軒(樹仁)、賴偉健(理大) 丁嘉祺(城大)、葉煒楊(科大)                 |
| 58   | 2015/16   | 賴偉健(理大) | 石姵妍(中大) | 懸空         | 羅緯綸(科大) 丁嘉祺(城大)              | 石姵妍(主席)、羅冠聰(秘書處) 王瀚樑(秘書處)、黃嘉輝(秘書處) 郭翠瑩(中大)、黃沅羚(理大) 陳端玲(樹仁)、柯凱齡(嶺南)                                                       |
| 59   | 2016/17   | 黃健朗(中大) | 陳瑞玲(樹仁) | 懸空         | 陳珏軒(樹仁) 郭翠瑩(樹仁)              | 陳瑞玲(主席)、陳旻羲(秘書處) 黃梓甄(中大)、廖俊升(樹仁) 張倩盈(嶺南)、林子幹(科大)                                                                                      |
| 60   | 2017/18   | 懸空         | 劉昕雋(科大) | 懸空         | 黃浩賢(浸大)                           | 區子灝(中大)、黃獾一(樹仁) 陳峻軒(嶺南) |
| 61   | 2018/19   | 張倩盈(嶺南) | 劉澤鋒(樹仁) | 懸空         | 職位廢除                               | 區倬僖(中大)、張朗軒(樹仁) 李啟堂(科大) |

## 外部連結
- 香港專上學生聯會 The Hong Kong Federation of Students
- 香港專上學生聯會的Facebook專頁